# Canal 44 El Canal de las Noticias
Canal 44 El Canal de las Noticias, o simplemente, Canal 44, es una cadena de televisión regional independiente originario de México y propiedad de Grupo Intermedia, empresa de Arnoldo Cabada de la O. Sirve principalmente a las comunidades de Ciudad Juárez, Chihuahua; El Paso, Texas y Las Cruces, Nuevo México por medio de su estación principal, XHIJ-TDT, y a Chihuahua, Delicias y Cuauhtémoc por medio de la estación XHICCH-TDT. 
También cuenta con una estación «hermana», XHILA-TDT, en la ciudad de Mexicali, Baja California. 
Su programación está conformada principalmente de noticieros con enfoque local y programas de entretenimiento.

## Historia
El 26  de septiembre de 1979, la Secretaría de Comunicaciones y Transportes otorgó una concesión para operar una estación de televisión en Ciudad Juárez, Chihuahua, a Arnoldo Cabada de la O, quien anteriormente fuera conductor de la estación de radio XESB-AM de Santa Bárbara, Chihuahua, y exconductor de noticias de XEJ-TV canal 5.
En sus inicios, el canal ofrecía una programación completamente local e independiente, principalmente dedicada a la difusión de programas de servicio social conducidos por el mismo Arnoldo Cabada de la O.
En 1984, por motivos económicos, el canal obtuvo su primera afiliación con una cadena de televisión. Se logró acordar con Televisa la transmisión de un mínimo de 7 horas de la programación de XEW-TV Canal 2 de la Ciudad de México, así como de algunos programas de XHGC-TV, también de la Ciudad de México.
En noviembre de 1988, tras no obtener beneficios significativos con la afiliación con Televisa, XHIJ-TV se afilia a la cadena estadounidense Telemundo, manteniendo su enfoque local con sus programas sociales, de entretenimiento y noticieros.
La afiliación con Telemundo se mantuvo de 1988 a 1999. Sin embargo, durante este período, XHIJ-TV también tuvo 2 afiliaciones secundarias, la primera fue con TV7[cita requerida] de TV Azteca, que acababa de ser adquirida por Grupo Salinas y cuya estación para Ciudad Juárez aún no iniciaba transmisiones; la afiliación terminó en 1997 al iniciar transmisiones la estación XHCJH-TV, propiedad de TV Azteca.
A finales de la década de 1990, XHIJ-TV se afiliaría también a CNI Canal 40 de la Ciudad de México.[cita requerida]
En 1999, la estación KTDO-TV de Las Cruces, Nuevo México, y que también tiene cobertura en la zona de Cd. Juárez y El Paso, se afilió a Telemundo, motivo por el cual, la programación de Telemundo saldría de XHIJ-TV, por lo que el canal quedaría sin afiliación durante unos años. Fue hasta 2007 que el canal volvería a tener una afiliación. Grupo Intermedia se asoció con Grupo Imagen para transmitir la programación de cadenatres, una cadena de reciente creación que aspiraba ser el tercer competidor de la televisión comercial nacional en México. Aún con esta afiliación, el canal mantuvo una identidad propia, «Canal 44, El Canal de Las Noticias», y seguirían produciéndose y transmitiéndose programas y noticieros locales, entre ellos el noticiero conducido por Armando Cabada, hijo del fundador del canal, quien también siguió los pasos de su padre como periodista.
Tras obtener la autorización por parte de la COFETEL el 7 de diciembre de 2010, XHIJ-TV inició su transición a la transmisión de televisión digital terrestre. El 3 de noviembre de 2011 comenzaron las transmisiones de prueba de la estación XHIJ-TDT por el canal 45, y oficialmente iniciaron sus transmisiones regulares en febrero de 2012. Al mismo tiempo que iniciaron transmisiones en el sistema ATSC de televisión digital, inició también la transmisión de 3 canales multiprogramados. Meses más tarde, da inició oficial la transmisión de canal 44 Alternativo por el canal virtual 44.2, el cual tendría un enfoque juvenil, además de también retransmitir programación de cadenatres. Posteriormente, el 18 de agosto de 2012, iniciaría un tercer canal multiprogramado conocido como UACJ TV en el canal 44.3, un canal producido por la Universidad Autónoma de Ciudad Juárez con apoyo de Grupo Intermedia. La señal de UACJ TV sería compartida con la de Una voz con todos (hoy Canal Catorce), canal de televisión pública producido por el Sistema Público de Radiodifusión del Estado Mexicano, desde el 20 de octubre de 2015. Además de estos dos canales, también iniciaría la transmisión del canal Milenio Televisión de Grupo Multimedios a través del canal 44.4.
Al concluir las transmisiones de cadenatres el 26 de octubre de 2015, la afiliación con el XHIJ-TDT también concluye. Sin embargo, continuó transmitiendo algunos programas de cadenatres (como En Compañía de... con Gustavo Adolfo Infante) y adoptó los programas de la barra juvenil de la productora Epic Network de manera independiente, los cuales siguen actualmente.
En mayo de 2016, la señal de El Canal de las Noticias llegaría a la ciudad de Denver, Colorado, Estados Unidos, a través del canal 26.4 de la estación KZDN-LD.
En junio del mismo año, Armando Cabada Alvídrez, quien se desempeñaba como conductor y director de noticias de la estación, dejaría su posición en el canal tras resultar electo como alcalde de Ciudad Juárez con una candidatura independiente.
En junio de 2017, XHIJ-TDT se afiliaría nuevamente a una cadena, esta vez al canal de TV de paga World TV. Algunos programas de World TV son transmitidos por Canal 44, al mismo tiempo que la señal de Milenio Televisión sería reemplazado por la señal a tiempo completo de World TV por canal 44.4. Sin embargo, debido a que no solicitaron el cambio de programación en el canal 44.4, la señal de Milenio Televisión regresaría a los pocos días. World TV regresaría al canal 44.4 hasta febrero de 2018 después de que se dio la autorización de cambio de programación del canal por parte del IFT.
El Instituto Federal de Telecomunicaciones llevó a cabo en 2017, la licitación de 32 canales de televisión para uso comercial. Grupo Intermedia participó en esta licitación (conocida como IFT-6) y resultó ganador de una concesión para operar una estación de televisión con cobertura en la ciudad de Chihuahua, Delicias y Ciudad Cuauhtémoc. A principios de agosto de 2018, la estación XHICCH-TDT, inició transmisiones, ampliando la cobertura de El Canal de las Noticias. Este canal transmite la mayor parte de la programación de XHIJ-TDT de Ciudad Juárez, pero también cuenta con noticieros locales.

## Multiprogramación
Ambas estaciones, XHIJ-TDT y XHICCH-TDT, tienen asignado el canal virtual 44.1, pero transmiten por los canales de frecuencia 32 y 30, respectivamente.
La estación XHIJ-TDT cuenta con 4 canales multiprogramados, mientras que XHICCH-TDT cuenta 3 canales que es 44.1, 44.2 y 44.3
| Estación   | Canal digital | Canal virtual | Resolución | Relación de aspecto | Nombre PSIP | Programación                                |
| ---------- | ------------- | ------------- | ---------- | ------------------- | ----------- | ------------------------------------------- |
| XHIJ-TDT   | 32            | 44.1          | 1080i      | 16:9                | XHIJ TV     | Canal 44 El Canal de las Noticias           |
| XHIJ-TDT   | 32            | 44.2          | 480i       | 16:9                | XHIJ TV     | Canal 44 - 2 horas. (44 Alternativo)        |
| XHIJ-TDT   | 32            | 44.3          | 480i       | 16:9                | XHIJ TV     | Canal Catorce/UACJ-TV                       |
| XHIJ-TDT   | 32            | 44.4          | 480i       | 16:9                | XHIJ TV     | El Heraldo TV                               |
| XHICCH-TDT | 30            | 44.1          | 1080i      | 16:9                | XHICCH      | Canal 44 El Canal de las Noticias Chihuahua |
| XHICCH-TDT | 30            | 44.2          | 480i       | 16:9                | XHICCH      | Canal 44 - 2 horas. (44 Alternativo)        |
| XHICCH-TDT | 30            | 44.3          | 480i       | 16:9                | XHICCH      | El Heraldo TV                               |